# シーメンス・エナジー
シーメンス・エナジー（独: Siemens Energy AG）は、ドイツ・バイエルン州・ミュンヘンに本拠を置き、発送電や石油・ガスおよび関連サービスを行うエネルギー企業。フランクフルト証券取引所上場企業（FWB: ENR）。

## 沿革
シーメンスのエネルギー事業は、創業者のヴェルナー・フォン・ジーメンスによって会社が設立されて以来、同グループの基幹事業の一つとしての歴史を持ち続けた。1897年にドイツ領南西アフリカで電気プラントを建設、1903年にSiemens＆Halskeの高電圧部門がElektrizitäts-Aktiengesellschaftと合併することでSiemens-Schuckertwerkeが設立され、1920年代以降ドイツおよびヨーロッパ地域で相次いで、水力および火力による発電所および送電設備を開設させた。
第二次世界大戦は施設の破壊と産業の解体をもたらしたが、戦後経済の奇跡に伴い活力を取り戻し、1956年にはアルゼンチンに発電所を開設し国際市場に復帰した。1969年に子会社Kraftwerk Union AGとTransformatoren AGを設立、1987年に両社が統合されシーメンスの発電機部門となった。1997年にウェスティングハウス・エレクトリックから原子力以外の発電所事業を買収、2004年にデンマークの風力発電事業者Bonus Energy A/Sを買収、2017年4月、風力発電機事業をスペインのGamesa Corporación Tecnológicaと合併させ、再生可能エネルギー事業を行うシーメンスガメサ・リニューアブル・エナジーを設立させた。
2019年5月、シーメンスはエネルギー事業を新会社としてスピンオフさせることを発表、翌2020年4月に新会社が発足、9月に株式上場が行われ、シーメンスが株式の約35％を保有する形での上場となった。シーメンスガメサ・リニューアブル・エナジーは、シーメンス・エナジーの傘下の位置付けとなっており同社の主要株主となっていたが、2023年に全株式を買収し完全子会社した。

## 日本における展開
本国法人のスピンオフに伴い、日本法人の分社化が2020年6月に行われ「シーメンス・エナジー株式会社」（Siemens Energy K.K.）が発足した。東京都品川区にオフィスを持つ。
住友電気工業とのコンソーシアムを通じて、インド南部の超高圧送電システムを建設し、2021年3月に商用運転を開始した。